# French Island
French Island – jednostka osadnicza w Stanach Zjednoczonych, w stanie Wisconsin, w hrabstwie La Crosse.
French Island znajduje się na rzece Missisipi na granicy stanów Minnesota i Wisconsin.